# بات كليمنتس
بات كليمنتس (بالإنجليزية: Pat Clements)‏ هو لاعب كرة قاعدة أمريكي، ولد في 2 فبراير 1962 في McCloud, California ‏ في الولايات المتحدة.

## وصلات خارجية
- بات كليمنتس على موقع مشجعي الرسوم البيانية (الإنجليزية)